# Håvard Nielsen
Håvard Kallevik Nielsen, född 15 juli 1993 i Oslo, är en norsk fotbollsspelare som spelar för den tyska klubben SpVgg Greuther Fürth,.
Nielsen spelar som anfallare och har deltagit i Norges lag i många ungdomslandskamper. Nielsens första match i tippeligan var för Vålerenga mot Viking, i den 27e omgången av Tippeligaen (2009). Han blev då tidernas yngste Vålerenga-spelare. Han har provspelat i Inter Milano och Tottenham Hotspur. Nielsen var liksom flera andra Vålerenga-spelare elev vid WANG Toppidrett.
Nielsen blev vintern 2011 uttagen till Vålerengas A-lag. Han fick sin första nätkontakt i en bortamatch mot Viking 19 mars på Viking stadion. Matchen slutade 2 – 0 till Vålerengas favör. Han gjorde sitt andra Tippeligamål hemma på Ullevaal Stadion mot Tromsø 10 juli samma år.
I juli 2012 skrev Nielsen på för Österrikiska Red Bull Salzburg, samtidigt som Valon Berisha.
Nielsen debuterade för Norge i november 2012 mot Ungern och gjorde Norges första mål.